# José Marco
José Marco Berges, né le 10 janvier 1950 à Pedrola, est un homme politique espagnol membre du Parti socialiste ouvrier espagnol (PSOE). Il est président de la Députation générale d'Aragon entre 1993 et 1995.

## Biographie

### Jeunesse et formation
Il est titulaire d'une licence de philosophie et lettres, obtenue à l'université de Saragosse, après avoir suivi des cours à l'université de Rome « La Sapienza » puis à l'université de Valence. Il devient alors enseignant, d'abord à Covaleda, dans la province de Soria, puis dans la province de Saragosse.

### De la mairie de Pedrola à la députation de Saragosse
Lors des élections municipales du 3 avril 1979, il mène une liste indépendante à Pedrola. Opposé seulement à une liste de l'UCD, il l'emporte largement avec 78,9 % des voix et 9 conseillers municipaux sur 11. Il est investi maire à seulement 29 ans, et adhère ensuite au PSOE.
Il se présente à sa succession au cours des élections du 8 mai 1983 et fait alors face à une liste du Parti aragonais régionaliste (PAR), qu'il défait sans difficulté en obtenant 75,1 % des suffrages exprimés et 9 des 11 sièges à pourvoir au conseil municipal. Un an et demi plus tard, il est élu au comité fédéral du PSOE.
Il remporte un troisième mandat au cours des élections municipales du 10 juin 1987 en totalisant 100 % des voix, dans la mesure où aucune liste alternative ne s'est présentée. Le 9 juillet suivant, à 37 ans, José Marco est désigné président de la députation provinciale de Saragosse, en remplacement de Carlos Alegre Sero.

### Dans l'opposition aux Cortes
Pour les élections autonomiques du 26 mai 1991, il succède à Santiago Marraco comme chef de file du Parti des socialistes d'Aragon-PSOE (PSOE-Aragon) et se présente aux Cortes en tête de liste dans la province de Saragosse.
Le jour du scrutin, les socialistes remportent 40,9 % des suffrages exprimés et 30 députés sur 67. Le Parti aragonais (PAR) ayant choisi de s'associer au Parti populaire d'Aragon (PP Aragon), le régionaliste Emilio Eiroa prend la direction de l'exécutif autonomique, maintenant les socialistes dans l'opposition. Aux élections municipales organisées le même jour, il remporte une nouvelle victoire écrasante avec 78,9 % des suffrages et 10 élus sur 11, face à deux listes concurrentes. Il est ensuite reconduit à la présidence de la députation provinciale.
Le 28 mars 1992, il est élu secrétaire général du PSOE-Aragon par 75 % des voix, au cours d'un congrès extraordinaire très tendu dans lequel il se trouve opposé notamment au maire de Saragosse Antonio González Triviño. Perçu comme un « municipaliste », il est proche des thèses défendues par Alfonso Guerra et provient du secteur « rural », disposant d'un certain nombre de soutiens dans les petites sections socialistes.

### Président de la Députation générale d'Aragon
Le 6 septembre 1993, la commission exécutive du PSOE Aragon et le groupe parlementaire décident de déposer une motion de censure contre Eiroa, à la suite de la polémique engendrée par l'accord passé entre le gouvernement autonomique et la chaîne privée Antena 3. Cinq jours plus tard, le conseil politique de la Gauche unie d'Aragon (IU Aragon) décide par 38 voix sur 70 de voter en faveur de la motion, tout en précisant que le parti continuera ensuite de siéger dans l'opposition.
La motion est adoptée par 34 voix pour et 33 voix contre par les Cortes le 15 septembre, du fait du soutien de l'ancien député du PP Emilio Gomáriz, désormais indépendant et membre du groupe des non-inscrits. José Marco est formellement nommé président de la Députation générale d'Aragon deux jours plus tard.
Environ un an plus tard, à l'occasion du débat annuel sur l'état de la communauté autonome le 6 octobre 1994, sa gestion est désapprouvée par les députés, la Gauche unie lui reprochant de s'être éloigné du programme qui avait motivé son investiture en 1993. Au mois de novembre suivant, un journal révèle que plusieurs responsables du PSOE Aragon, dont Marco, sont soupçonnés d'avoir organisé une opération d'espionnage concernant des cadres du parti et de l'opposition. Rapidement, la majorité du groupe parlementaire et les conseillers de gouvernement les plus proches entament des négociations avec les autres forces politiques en vue de le remplacer.
Le PAR dépose à son encontre une motion de censure et, alors que débute le débat parlementaire le 19 décembre, un nouveau scandale se fait jour, selon lequel Marco aurait attribué directement des travaux au siège de la présidence à des membres de sa famille. La motion est n'est pas adoptée, avec 33 voix pour, 30 contre et 4 abstentions, mais il assure être prêt à quitter ses fonctions si une « solution de centre gauche » émerge. À l'unanimité, le groupe parlementaire demande sa démission le 12 janvier 1995. Il remet formellement sa démission de la présidence autonomique et de son mandat parlementaire six jours plus tard et se voit alors relevé de ses fonctions.
Bien qu'il ait obtenu du comité régional du PSOE-Aragon qu'il investisse la conseillère à l'Éducation et à la Culture Ángela Abós sans le soutien de ses principaux opposants internes, cette dernière échoue lors des deux votes d'investiture parlementaire organisés les 31 janvier et 1er février, aussi le conseiller à la Présidence Ramón Tejedor est chargé de l'intérim. Le 23 mars 1995, le secrétaire à l'Organisation du PSOE Ciprià Ciscar dissout la commission exécutive régionale du parti, relève Marco du secrétariat général et prend directement la direction de la fédération avec les trois secrétaires généraux provinciaux.

### Après la vie politique
Il est condamné par la cour provinciale de Saragosse le 22 juin 1995 à treize mois de prison, six ans de privation des droits civiques et 75 000 pesetas d'amende pour « malversation » et « falsification », pour avoir fait installer en 1990 un fauteuil de grande valeur à son domicile personnel aux frais de la députation provinciale. Quatre ans plus tard, à la suite d'un accord entre les parties, il est condamné à rembourser 15 millions de pesetas au budget autonomique, quinze mois de prisons et deux ans d'interdiction d'exercer une fonction publique, pour l'affaire d'espionnage révélée en 1994 et payée sur des fonds publics. Retiré de la politique, il est désormais chef d'entreprise.